# Enfermedad de Ménière
El síndrome de Ménière, también enfermedad de Ménière, es un padecimiento que afecta al oído interno, causada por el aumento de endolinfa en el laberinto o por una inflamación del mismo, caracterizada principalmente por episodios de vértigo, que suele manifestarse acompañada de acúfenos o tinnitus (zumbidos en los oídos) e hipoacusia, los cuales son previos al vértigo. Las crisis vertiginosas aparecen casi siempre en episodios repentinos que pueden durar horas o días y se repiten periódicamente. La pérdida de audición es fluctuante y evoluciona con el paso de los años a una hipoacusia o sordera irreversible.[cita requerida] En ocasiones, debido a la similitud de síntomas, periodos y crisis de ansiedad son diagnosticados, por error, como síndrome de Ménière.
Fue descrito por primera vez por el médico francés Prosper Ménière, en 1861. Fue la primera vez que se señaló una lesión en el oído interno como la causa de una crisis vertiginosa, es decir, de clara etiología laberíntica y que se manifiesta con la tríada característica: crisis rotatoria, hipoacusia y acúfenos.[cita requerida]

## Etiopatogenia
La causa es desconocida, pero parece estar involucrado el sistema endolinfático del oído interno, que es responsable del sentido del equilibrio. Se produce una dilatación del canal endolinfático coclear por un aumento del volumen de la endolinfa. La causa de este aumento de la presión endolinfática está relacionada con un bloqueo del acueducto del caracol (conducto perilinfático), que drena el exceso de endolinfa del laberinto membranoso. El bloqueo de este conducto determina que aumente la presión endolinfática y provoque esta distensión en el laberinto membranoso (por donde circula la endolinfa). Se han propuesto diversas causas posibles, entre ellas una infección en el oído, un trauma cerebral o infecciones persistentes del tracto superior respiratorio. El abuso de aspirina, que puede producir ototoxicidad, parece que puede también estar involucrado en la aparición de la enfermedad, especialmente en la infancia. Los síntomas pueden incrementarse por el abuso de cafeína o la ingesta excesiva de sal.[cita requerida]
La enfermedad de Ménière está asociada a la hidropesía endolinfática, que es un exceso de fluido en el oído interno. El laberinto membranoso, un sistema de membranas dentro del oído, contiene un fluido llamado endolinfa. En la enfermedad de Ménière, la endolinfa escapa de sus conductos normales y fluye dentro de otras áreas causando daño. A esto se le conoce como hidropesía. Las membranas pueden llegar a inflarse como un globo cuando la presión aumenta y el drenaje se bloquea. Esto puede estar relacionado con la hinchazón del saco endolinfático u otros tejidos en el sistema vestibular del oído interno, el cual es responsable del sentido del equilibrio en el cuerpo. En algunos casos, el ducto endolinfático puede estar obstruido por tejido cicatricial o puede estar estrechado desde el nacimiento. En algunos casos puede haber demasiado fluido secretado por la stria vascularis. Los síntomas pueden darse con la presencia de una infección del oído medio, un traumatismo de la cabeza o una infección del tracto respiratorio alto. O por el uso de aspirina, el tabaquismo o el consumo de alcohol. En algunos pacientes puede llegar a exacerbarse debido al consumo de sal.

## Epidemiología
La enfermedad de Ménière afecta cerca de 190 de cada 100 000 personas. En lo que se refiere a su prevalencia en relación con el sexo, estudios recientes[cita requerida] muestran que la enfermedad de Ménière afecta más a hombres que a mujeres. Su prevalencia aumenta con la edad, manifestándose generalmente en la edad adulta.[cita requerida]
En investigaciones recientes[cita requerida] se ha demostrado que la enfermedad de Ménière puede agravarse por la apnea obstructiva del sueño, y que hay factores de riesgo que por reducir la función vascular en el cerebro como el humo del cigarrillo, las migrañas, y la arterioesclerosis, pueden desempeñar un papel en el desencadenamiento de los ataques.[cita requerida]

## Diagnóstico

Audiogramas que ilustran la audición normal (izquierda) y la pérdida auditiva para bajas frecuencias asociada con la enfermedad de Ménière (derecha)

Es una enfermedad poco conocida cuyo diagnóstico exacto no es fácil. En general, se diagnostica por exclusión de otras causas de vértigo. Dependiendo de la circunstancia de cada caso concreto, puede ser necesaria la realización de diferentes exámenes médicos, entre ellos valoración neurológica, valoración por otorrinolaringólogo, audiometría y resonancia para excluir otras causas de vértigo, como neurinoma del acústico.[cita requerida]

## Tratamiento
Para el tratamiento se emplean medicamentos que reducen la presión endolinfática del oído interno como los diuréticos, también se recomienda la disminución en la ingesta de sal. Si existe infección respiratoria, alergia o sinusitis, se emplean diferentes tratamientos como antibióticos o histamínicos (agonista H-1) como la betahistina. Para el vértigo se emplean medicamentos antivertiginosos. La cinarizina también es un fármaco utilizado en el tratamiento crónico del vértigo y tinnitus asociados con la enfermedad de Meniere. En casos resistentes, puede ser útil la aplicación intratimpánica de gentamicina. El tratamiento debe ser recomendado necesariamente por el médico y debe evitarse siempre la automedicación.
En casos graves, se ha utilizado con desigual suerte la cirugía de los canales semicirculares, el nervio vestibular o la laberintectomía. Estos métodos de tratamiento mediante cirugía pueden afectar la sensación normal de equilibrio del paciente, provocando una peor calidad de vida. Puede ser útil la realización de rehabilitación vestibular.

## Evolución y pronóstico
A menudo, los síntomas desaparecen espontáneamente al cabo de unos años sin que vuelvan a repetirse, independientemente de si hubo tratamiento o no, persistiendo de por vida una hipoacusia en el oído afectado. Después de cada episodio de vértigo, se va perdiendo un poco más la capacidad auditiva o de escucha.[cita requerida]

## Herramientas de valoración especificas
Podemos encontrar diferentes escalas para la enfermedad de Ménière:
- El Cuestionario de Resultados de la Enfermedad de Ménière (o The Ménière’s Disease Outcomes Questionnaire en inglés): fue la primera herramienta para medir la calidad de vida especifica para la Enfermedad de Ménière que se han realizado el tratamiento especifico de la patología, es decir, tras la cirugía de la descompresión de la bolsa endolinfática.  Es un cuestionario retrospectivo compuesto por 20 pares de preguntas, o 40 ítems en total. Cada par de preguntas se refiere a un síntoma o característica concretos de la patología y pide al encuestado que valore su gravedad antes y después del tratamiento en una escala numérica de 0 (peor) a 4 (mejor). 
- El Instrumento de calidad de vida en la enfermedad de Ménière (o Meniere’s Disease Quality of Life Instrument en inglés): es la primera escala que evalúa la carga de la enfermedad y la eficacia terapéutica especifica de la enfermedad de Ménière. Es un cuestionario compuesto por 24 preguntas que valora en una escala numérica de 0 (mejor) a 5 (peor).

## Asociaciones
- ASMES, Asociación Síndrome de Ménière España

- Datos: Q460167
- Multimedia: Ménière's disease / Q460167